# Jay and Seth versus the Apocalypse
Jay and Seth versus the Apocalypse est un court métrage américain de Jason Stone sorti en 2007.  En 2013, le long métrage This is the End sort au cinéma et s'inspire de ce court métrage.

## Synopsis
Jay et Seth sont enfermés dans un appartement crasseux, infesté de cafards, alors que l'apocalypse se déroule à l'extérieur.

## Fiche technique
Sauf indication contraire, les informations mentionnées dans cette section peuvent être confirmées par la base de données cinématographiques IMDb,  présente dans la section « Liens externes ».
- Titre : Jay and Seth versus the Apocalypse
- Réalisation : Jason Stone
- Scénario :Evan Goldberg, Seth Rogen et Jason Stone
- Production : Rachel Robb Kondrath et Jason Stone
- Bande originale : Mark Petrie
- Photographie : Jay Visit
- Montage : Neel Upadhye
- Décors : Rachel Robb Kondrath
- Costumes : Diane Demoff, Briana Jorgenson
- Sociétés de production : Catastrophic Films
- Pays d'origine :  États-Unis
- Langue originale : anglais
- Date de sortie : 4 juin 2007

## Distribution
- Seth Rogen : Seth
- Jay Baruchel : Jay